# Bruno Lowagie
Bruno Lowagie (1970) is een Belgisch softwareontwikkelaar, auteur en de oprichter van het vrije softwarebedrijf iText.

## Biografie
Lowagie groeide op in Ieper en volgde school in het Sint-Vincentiuscollege. Hij studeerde in 1995 af aan de Universiteit Gent als burgerlijk ingenieur-architect. In 1998 werd hij aangesteld als projectleider van verschillende IT-projecten van de UGent. Als ontwikkelaar schreef Lowagie de eerste pdf-bibliotheek van de universiteit. Omdat hij het resultaat zelf wat gebrekkig vond, lanceerde hij in 2000 iText, aanvankelijk vrije software onder LGPL-licentie. iText wordt beschouwd als een van de eerste mijlpalen in de geschiedenis van openheid van pdf. Door het internationale succes, bracht Lowagie een Engelstalig boek uit waarvan meer dan 12.000 exemplaren verkocht werden. Later volgde een tweede herschreven editie.
In 2009 werd met de hulp van Andrew Binstock een tweede bedrijf opgericht: ISC in Californië. Naarmate het bedrijf groeide, verliet Lowagie de universiteit om zich volledig op het bedrijfsleven te storten. In zijn boek "Entreprenerd" legt Lowagie uit hoe hij samen met zijn vrouw het bedrijf uitbouwde van startup tot exit. Het koppel verkocht in december 2015 driekwart van hun aandelen aan een Zuid-Koreaans concern. Lowagie verliet het bedrijf in 2018 en verkocht zijn laatste iText aandelen in maart 2020. Hij kwam in 2021 opnieuw in het nieuws met de aankoop van de gebouwen van de arthousebioscoop Sphinx in het historische centrum van Gent.

## Prijzen (selectie)
- 2014 - 1ste plaats Deloitte's Technology Fast 50[7]
- 2014 - BelCham Entrepreneurship Awards[8]
- 2015 - genomineerd Computable IT Person of the Year[9]
- 2015 - 2de plaats Deloitte's Technology Fast 50[10]
- 2019 - Gorcumse Literatuurprijs[11]
- 2019 - Schrijfwolf[12]
- 2021 - Consouling Souls[13]
- 2022 - Gerard Vermeerschprijs[14]

## Publicaties
- iText in action. 585 p. Manning Publications ISBN 978-1-935182-61-0
- iText in action: creating and manipulating PDF. 657 p. Manning Publications ISBN 1-932394-79-6
- Nijlpaard voor kerstmis. 179 p. ISBN 978-1-71-461933-7
- Gebeten. 296 p. ISBN 978-1-71-467510-4
- Oceaanwees. 193 p. ISBN 9781616276591[15]

- International Standard Name Identifier: 0000 0001 1590 8626
- Nationale Bibliotheek van Tsjechië: stk2007383191
- Système universitaire de documentation: 132243652
- Virtual International Authority File: 7159768